# Qin Kanying
Qin Kanying (chin. upr. 秦侃滢, chin. trad. 秦侃瀅, pinyin Qín Kǎnyìng; ur. 2 lutego 1974) – chińska szachistka, arcymistrzyni od 1992 roku.

## Kariera szachowa
W latach 90. XX wieku należała do ścisłej światowej czołówki. Po raz pierwszy w eliminacjach indywidualnych mistrzostw świata wystąpiła w 1991 r. w Suboticy, zajmując w rozegranym tam turnieju międzystrefowym VI miejsce, dzięki czemu wywalczyła awans do rozegranego rok później w Szanghaju turnieju pretendentek, który ukończyła na wysokim V miejscu.  W turniejach międzystrefowych wystąpiła jeszcze dwukrotnie, nie powtarzając jednak sukcesu z 1991 r. (Dżakarta 1993 - XII m. i Kiszyniów 1995 - XI m.). W 2000 r. zdobyła w Udajpurze tytuł indywidualnej wicemistrzyni Azji oraz wystąpiła w rozegranym systemem pucharowym w Nowym Delhi turnieju o mistrzostwo świata i osiągnęła w nim największy sukces w karierze, zdobywając tytuł wicemistrzyni świata (w finałowym meczu uległa 1½ - 2½ Xie Jun). Po raz drugi w turnieju o mistrzostwo świata wystartowała w 2006 r. w Jekaterynburgu, gdzie awansowała do III rundy, w której przegrała z Marie Sebag.
Pięciokrotnie (1988, 1991, 1995, 1999 i 2004) zdobywała tytuły indywidualnej mistrzyni Chin. W latach 1990, 1992 i 1994 trzykrotnie reprezentowała barwy narodowe na szachowych olimpiadach, zdobywając cztery brązowe medale: trzy wraz z drużyną oraz za indywidualny wynik na IV szachownicy w roku 1992.
Najwyższy ranking w karierze osiągnęła 1 lipca 2000 r., z wynikiem 2501 punktów zajmowała wówczas 9. miejsce na światowej liście FIDE.